# Молодёжный жилой комплекс

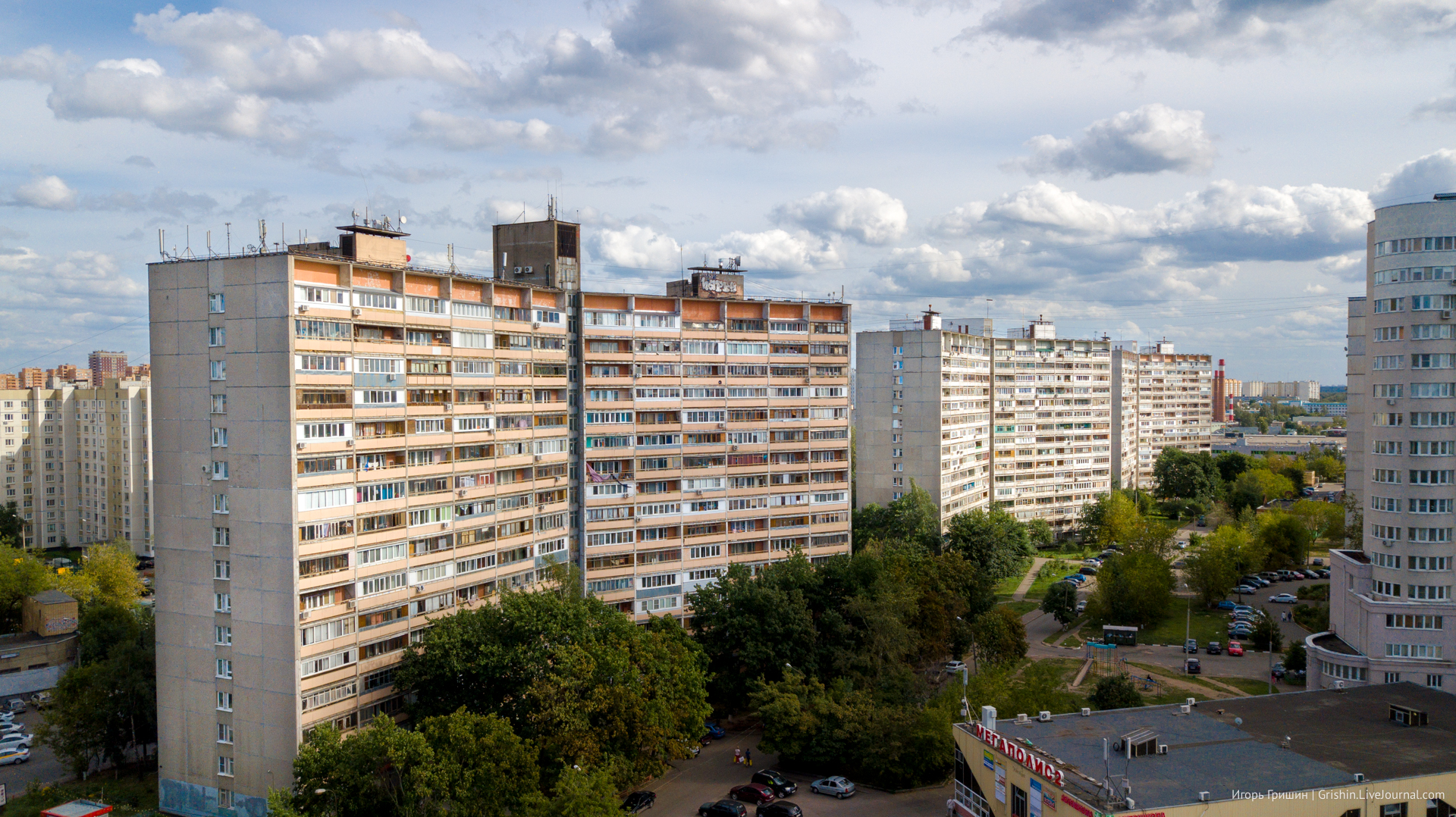
Первые в стране три дома-книжки МЖК в г. Королёве расположены на улице 50-летия ВЛКСМ

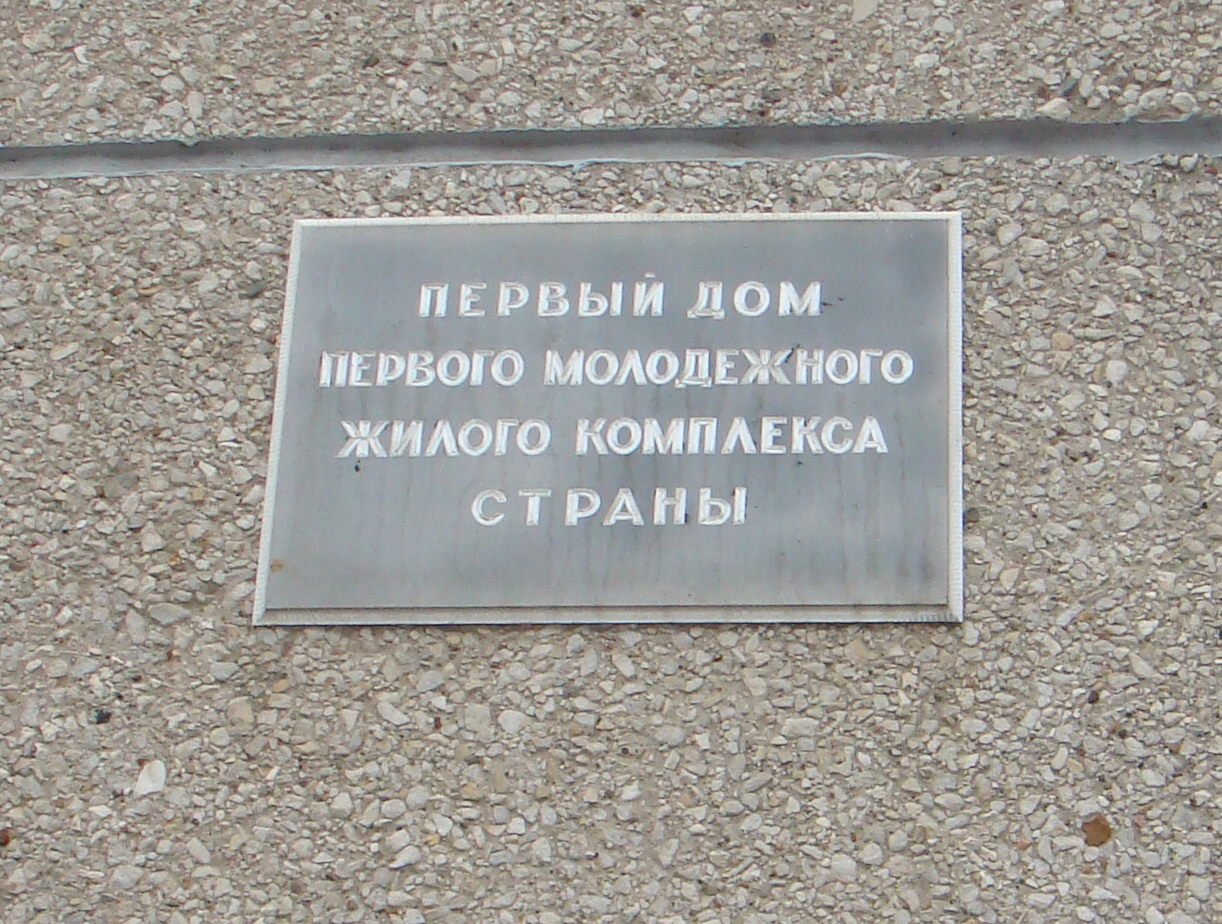
Памятная табличка на первом в стране жилом здании МЖК (г. Королёв, пр. Королёва, д. 18/6).

Молодёжный жило́й ко́мплекс (МЖК) — жилищная комсомольская программа, в соответствии с которой построенный жилой комплекс предназначается для коллективного быта самих строителей этого комплекса. Программа, одобренная VII пленумом ЦК ВЛКСМ и XIX съездом ВЛКСМ и получившая Премию Ленинского комсомола, просуществовала в СССР с 1971 до 1991 года (с 1982 Всесоюзная комсомольская программа).

## О программе МЖК в СССР
Первоначально с 1971—1982 год существовало как социальное движение в регионах. В 1980 году опыт МЖК-1 был одобрен на VII пленуме ЦК ВЛКСМ и в 1982 году утвержден XIX съездом ВЛКСМ, получивший Премию Ленинского комсомола.
Предполагался как способ создания нормальных жилищных и социально-культурно-бытовых условий для молодых семей в СССР. Фактически — широкомасштабный социально-экономический эксперимент, и новая социальная технология. Эксперимент имел положительную оценку в народе и дал позитивный резонанс в общественной жизни страны. Члены МЖК — эмжеко́вец и эмжеко́вка.
По признанию экспертов  «…Движение МЖК… качественно отличалось от многих строек социализма и комсомольских инициатив (освоения целины, строительства БАМа и других). Оно было лишено их многих недостатков, обладало широким спектром достоинств… Оно отражало и отстаивало коренную потребность человека в собственном жилище, личном материальном благополучии. При этом (а это, наверное, самое важное!) — в сочетании с духовным развитием, с учётом интересов семьи и общества в целом… Качество жизни в МЖК действительно было привлекательным и отличалось от качества жизни окружающей территории, даже большей части граждан советского общества. Но право на лучшую жизнь в МЖК надо было заслужить в честном соревновании! Предстояло, действительно, стать лучшим, а не только инициативным и предприимчивым. И это было справедливо, так как стимулировало стремление к самосовершенствованию и улучшению общественного благополучия, своей социальной среде, не превращались в отстранённую от других людей „элиту“. Они „шли в народ“, ставили задачи по обустройству смежных с МЖК территорий, стремились максимально распространять свой опыт…».

Движение МЖК во многом переняло опыт 1950—1980-х движения ССО — студенческих строительных отрядов.

## Условия для формирования МЖК
- Ситуация в стране и обществе.

В 1960—1980-х в СССР ускоренными темпами развивалась космонавтика, что привело к притоку в город Королев Московской области молодых специалистов из ведущих ВУЗов страны. Нехватка общежитий для холостых специалистов и квартир для семейных, большие очереди на бесплатное жилье затрудняли прием новых работников. Для ускорения обеспечения жильем молодежи в городе было принято решение строить современные дома на дополнительные средства силами самих будущих жильцов. Средства на строительство были выделены министерством общего машиностроения. Постепенно опыт такого строительства стал использоваться в других городах страны и к нему применили термин — «движение».
Главными основателями движения МЖК в Королеве были Синица Станислав Степанович, Черваков Виктор Алексанрович, Богданов Рудольф Николаевич и др. Город сознательно пошёл на эксперимент,  «…суть которого состояла в том, чтобы активно поддерживать прогрессивные формы быта и культурного досуга, способствовала гармоничному развитию детей…». В поэтажных холлах домов Калининградского МЖК расположились комнаты продлённого дня для школьников, вечерний детский сад, ясли, библиотека, зал семейных торжеств, помещения для занятий спортом и т. д. Сложившийся по месту жительства коллектив организовывал совместные для всех жителей мероприятия, субботники и праздники. Опыт начал активно популяризироваться, в частности, массовой всесоюзной молодёжной газетой Комсомольская правда (с января 1977 года). Данная информация стала основой инициативы молодых активистов в городе Свердловске (Е. Королёв, И. Сафин и другие ветераны движения ССО), где молодёжь в 1980-м году убедила первого секретаря обкома КПСС Б. Н. Ельцина начать создание городского МЖК-1.
- Производственные условия.

Стандартная практика: МЖК создавались при крупных промышленных предприятиях, но под контролем и координацией региональных органов ВЛКСМ; имели статус территориальных ударных комсомольских строек (УКС). МЖК возводились в зависимости от местных условий — это или новый микрорайон на новом месте, или интеграция МЖК в существующий микрорайон, или реставрация комплекса старинной и исторической застройки. В основном МЖК создавались по особым, экспериментальным, специально разработанным проектам, отличным от типовых советских коробок-многоэтажек. Такая уникальность и широкий набор объектов соцкультбыта делали жильё в МЖК на тот период, а также и в последующем, достаточно престижной недвижимостью.
- Ресурсные условия.
  - Человеческие ресурсы — молодые активные люди промышленного (базового) предприятия и предприятий-дольщиков по созданию МЖК. Часто их приход на предприятие и в МЖК осуществлялся по региональному оргнабору и/или по комсомольскому призыву — по комсомольской путёвке на УКС. Необходимо было пройти процедуру жесткого отбора в состав бойцов КМСО (нередко, со значительным кандидатским стажем) для начала отработки трудовой программы. Отработка в КМСО — основа для вселения в дом МЖК и получения статуса «член МЖК».[16]

- - Материальные ресурсы. Строительство домов МЖК и объектов соцкультбыта в 1980—1987 осуществлялась в части неосвоенных и невостребованных средств на строительство, на обновление и реконструкцию предприятия (включая объекты жилья и соцкультбыта для работников), ранее выделенных Госпланом СССР. XXVII съезд КПСС отмечал, что недостаток жилья наиболее остро сказывается на молодёжи и молодых семьях, при этом в стране — невысокие темпы строительства, дефицит кадров на предприятиях стройиндустрии (на начало 1980-х годов он составлял в стране примерно 500 000 человек) и на многочисленных домостроительных комбинатах (ДСК), незагруженностью, недоиспользованием мощностей домостроительной базы.[17] После 1987 года средства на МЖК стали планироваться государством отдельной строкой, получатель средств — базовые предприятия и предприятий-дольщиков проекта. В результате экономического краха страны в 1988—1990, с 1990 года предприятия были вынуждены сократить непроизводственные расходы и строительство МЖК в СССР (в России) практически прекратилось.[18]

- - Финансовые ресурсы. Финансирование, как и само создание МЖК, в 1980—1987 шло из средств, имевшихся у базового предприятия и предприятий-дольщиков, но не освоенных ими. С 1987 года Госплан СССР ввёл централизованное планирование новых объектов МЖК. Средства выделялись базовым предприятиям и предприятиям-дольщикам. После экономической ситуации 1990 года этих средств в распоряжении предприятий не осталось. В рамках общегосударственных программ минимальное централизованное бюджетное финансирование в регионы по статье МЖК стало осуществляться с 1993 года, деньги направлялись в территориальные отделения Союза МЖК России Архивная копия от 21 сентября 2020 на Wayback Machine.

- - Самофинансирование организаций МЖК. После 1987 года появилась возможность создания первых объектов малого и мелкого предпринимательства. На базе МЖК, с целью самофинансирования стали формироваться центры научно-технического творчества молодёжи (НТТМ), фонды молодёжных инициатив (ФМИ), молодёжные кооперативы, компьютерные классы коллективного пользования, телестудии и др. Сформировавшиеся организации МЖК по месту жительства самостоятельно осуществляли обслуживание жилого фонда — функции ныне так называемых «управляющих компаний ЖКХ», в том числе сбор средств с жильцов на содержание жилья. Все это способствовало формированию источников самофинансирования организаций, советов МЖК. Следует отметить, что этот источник средств явно недостаточен для нового строительства МЖК. В условиях СССР формировались самостоятельные строительные предприятия МЖК. Многие юридические лица МЖК со своим самофинансированием существуют до настоящего времени.
- Типология объектов молодёжного строительства.

Принято разделять жильё МЖК от жилья «временного» или «не полноценного».
- - МЖК — комплекс жилых зданий с квартирами, соответствующими нормам постоянного полноценного жилья для семьи. Комплекс снабжен широким набором объектов соцкультбыта — магазины, кафе и другие объекты культурного досуга, хобби-центры, культурно-оздоровительные центры, центры технического творчества, объекты образования (самообразования, самосовершенствования) для детей и взрослых, объекты здравоохранения и профилактики, спортивные и культурно-массовые учреждения, зелёная зона, места парковки транспортных средств и хранилища продуктов садоводства и огородничества.
  - «Молодёжный жилищно-трудовой кооператив» (МЖТК), «Молодёжный жилищный кооператив» (МЖ-кооп), «Кооперативный молодёжный жилой дом» (КМЖД) — кооперативный жилой дом для молодых семей с условиями отработки трудовой программы и иных (чаще всего — денежных) вкладов в строительство. Объекты инфраструктуры соцкультбыта при строительстве МЖ-кооп не предусмотрены. Жильё возможно также в варианте малогабаритного или гостиничного (временного) типа.
  - Молодёжный жилищный дом (МЖД)[19] — дом, построенный бойцами КМСО базового предприятия. Чаще всего — временное жильё малогабаритного, малосемейного или гостиничного типа. Половина фонда дома — на нужды предприятия. Без инфраструктуры соцкультбыта.
  - Трест «МЖК-строй». В соответствии с Обращением Госстроя СССР в Советы министров союзных республик, министерства и ведомства от 17 марта 1987 года № ЛБ-1343-1 «О создании молодёжных строительных организаций для сооружения МЖК», в стране стали формироваться строительные предприятия МЖК. Лучший опыт и наиболее крупная в СССР организация такого типа — трест «МЖК-строй» Ленинградского оргкомитета МЖК (с 1987). В настоящее время для эффективного использования средств по федеральным программам и подпрограммам, направляемым территориальным организациям Союза МЖК Архивная копия от 21 сентября 2020 на Wayback Machine, создаются организации типа «МЖК-строй».

## История движения

Фасад первого в стране жилого здания МЖК — Первой «книжки» МЖК (г. Королёв (бывш. Калининград), пр. Королёва, д. 18/6), прозванной так за сходство с раскрытой книгой при взгляде с фасада

Первоначально данная социальная технология зародилась в подмосковном городе Калининград (ныне город Королёв). Здесь в 1968 году среди молодых учёных (космическая отрасль) появилась группа энтузиастов (Синица С. С., Черваков В. А., Богданов Р. Н.), пожелавших попробовать построить дома с элементами нового коллективистского быта. Был создан комсомольско-молодёжный строительный отряд (50 % — молодые учёные, 50 % — рабочая молодёжь) и в 1971 году была вбита первая свая первого в стране МЖК. Опыт МЖК-1 был одобрен VII пленумом ЦК ВЛКСМ (ноябрь 1980) и XIX съездом ВЛКСМ. Данный МЖК был награждён «Премией Ленинского Комсомола» (1976). В ЦК КПСС состоялось совещание по теме МЖК. Историю МЖК подробно рассказал один из основателей движения Станислав Степанович Синица в видеоинтервью на YouTube. 
Январская (1977) статья в Комсомольской правде об опыте калининградской молодёжи была с воодушевлением изучена в Свердловске. Евгений Королёв сразу же собирает группу своих друзей по движению студенческих строительных отрядов (ССО) — «…собралось тогда около 20 бывших командиров, комиссаров, бригадиров ССО, молодых сотрудников Уральского политехнического института и Уральского научного центра…» и вскоре их десант отправился в командировку в Калининград изучать опыт, достижения и неудачи.
В 1980-м году началось сооружение МЖК-1 города Свердловска. Главную цель эксперимента председатель оргкомитета Свердловского МЖК Евгений Королёв сформулировал так: «Человек строит дом — дом строит человека». Опыт Свердловского МЖК изучался выездным заседанием секции Союза Архитекторов СССР в мае 1983 года (был рассмотрен целый комплекс вопросов по проблеме проектирования и функционирования МЖК); вопросы МЖК были вынесены на обсуждение во всесоюзном ЦНИИЭП жилища. В 1985 году коллектив МЖК-1 был удостоен Премии Ленинского Комсомола.
С 1982 года идеи МЖК приняли массовый характер — во многих регионах появились сторонники идеи создания среды обитания, достойной современного человека. В Томске, Новосибирске, Архангельске, Ленинграде были сформированы оргкомитеты первых МЖК…
Будущее социально-экономическое молодёжное движение зарождалось на фоне дефицита всего материального, на фоне острейшей жилищной проблемы — очереди очередников (не считая параллельных очередей «льготников» и «ветеранов») на предприятиях были на десятки лет вперед, а львиная доля жилищного строительства приходилась на создание временного жилья — различного рода общежития.
В такое время успешный опыт МЖК подмосковного Калининграда и Свердловска стал поистине лучом надежды. Опыт активно популяризировался в общенациональной молодёжной прессе, в частности, — в газете Комсомольская правда и на радиостанции «Юность» Гостелерадио СССР.

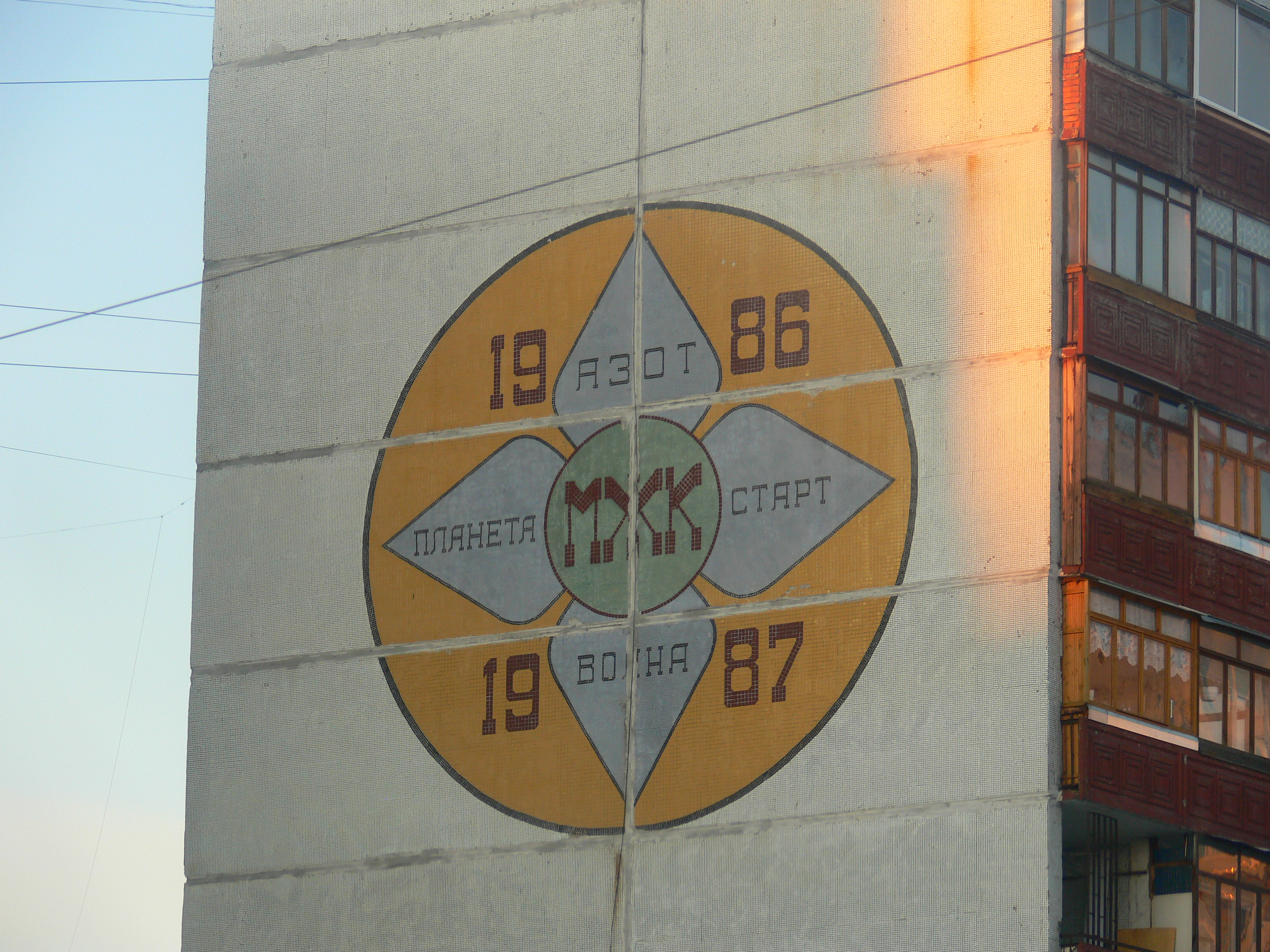
Дом МЖК в Великом Новгороде. На «лепестках» указаны предприятия, участвовавшие в проекте

Устойчивый прогресс социума в своём культурном развитии (определение, данное на межрегиональной конференции МЖК СССР в Новосибирске, 1988), эта идеология переросла во всесоюзное «социальное движение», получившее широкое развитие с 1984 года и в шутку называемое «создание условий коммунизма в отдельно взятом микрорайоне». В 1980—1985 годах решения о создании МЖК региональные власти принимали самостоятельно. Первый всесоюзный нормативный документ — Постановление Совета Министров СССР от 5 июля 1985 года № 628. Движение МЖК в полной мере соответствовало популярным в ту пору лозунгам КПСС — создание гармоничных условий жизни, создание условий здорового и физического воспитания детей и подрастающей молодёжи, воспитание патриотичности, укрепление семьи, повышение деторождаемости, повышение культурного и образовательного уровня граждан, снижение уличной преступности и хулиганства. В основе идеи — создание условий для молодых семей, где есть условия творческого развития как детей, так и их родителей. В период от беременности, родов и последующего взросления детей здесь им можно было бы получить возможность всестороннего гармоничного развития, при непосредственном участии их родителей и специально созданной социальной инфраструктуры (в рамках микрорайона). Родители могли самореализоваться в творчестве, в работе различных структур микрорайона, получить условия для спорта, улучшения здоровья и отдыха Найденная форма решения проблемы давала уверенность, что в новых комплексах и жизнь пойдёт по-новому. С этой надеждой в комсомольско-молодёжные строительные отряды МЖК пошли люди с активной жизненной позицией. Жесткий отбор проходили только лучшие, среди которых было много творческих людей, целеустремленных, эрудированных, образованных, с высокими организаторскими способностями, харизмой.
Учёные привлекались к процессу проектирования жизни нового типа.
Несмотря на появившиеся многочисленные сложности, движение МЖК в целом по стране встало на ноги в 1984—1986 гг. Во многом благодаря наличию в региональных системах власти руководителей, которые смотрели на перспективу, мыслили стратегически и в том числе активно поддержали молодёжную инициативу.

## Противодействие движению МЖК
Во многих регионах новое социально-экономическое жилищное движение молодёжи столкнулось с сопротивлением консервативной части руководящих органов партии и госуправления. Наиболее распространено было обвинение в нарушении принципа «социальной справедливости». Вот, в чём это заключалось. «Социальная справедливость» в жилищном обеспечении граждан формулировалось как выстраивание иерархии социальных достижений трудящегося человека в процессе его жизни: начало трудовой деятельности — койко-место в общежитии, затем комната в общежитии, далее малогабаритная квартира (она же — квартира гостиничного типа, гостинка), наконец, — однокомнатная квартира и, как награда высшего качества, — нормальная квартира по количеству членов семьи (то есть фактически — к пенсии). «Компромисс» находили в увеличении трудовой повинности на членов КМСО, увеличении количества и сроков отработки. Это сказывалось на затягивании сроков строительства МЖК, часто создавало сложности в процедуре предоставления жилья бойцам КМСО. Например, в Кызыле жилой дом МЖК «Спутник» строился с 1988 по 2003, причем к моменту заселения дома местные власти переиграли правила и попытались лишить членов КМСО их квартир. Немало было тех, кто требовал полностью прекратить этот социальный эксперимент, как потенциальную угрозу строительству коммунизма. Фактор МЖК вызывал постоянные дискуссии, что «коммунистично», а что — идеологический уклон.
В условиях массовых проявлений прессинга руководители МЖК в разных городах СССР не могли не начать выработку системы контр-противодействия. В Новосибирске, Набережных Челнах, Томске, Свердловске, Новокузнецке, Ленинграде, Риге, Таллине, Киеве, в Московской области в 1986—1990 прошли конференции, где вырабатывалась идеология движения МЖК. На деловых играх вырабатывались способы ведения дискуссий и получение шансов для успеха дела.
В основу формирующейся идеологии движения МЖК легли основные принципы создания полноценной жилой среды, среды обитания, а именно:
- каждый МЖК имеет собственную, детально продуманную социальную программу, связанную созданием соответствующих элементов инфраструктуры микрорайона — своими руками бойцы КМСО создают не только жилые дома (основа комплекса), но и объекты соцкультбыта, спорта, досуга, образования, культуры и воспитания; самоуправление по месту жительства или в форме ЖСК, или в форме кондоминиумов с собственным органом управления — Советом МЖК (с 2002 года это определено как ТСЖ);
- добрососедство и взаимопомощь, в том числе — организация совместных праздников и спортивных состязаний, детских и семейных клубов, оздоровительных центров, хобби-центров, клубов технического творчества и др.;
- совместное, гармоничное и всестороннее воспитание и развитие детей;
- приоритет свободному времени (вне производства) для культурного развития и самосовершенствования человека, самореализация его в творчестве и увлечениях;
- закрепление молодёжи и подрастающего поколения на базовом предприятии.[29]

Под полноценной жилой средой подразумевали «… дошкольные и школьные учреждения и вечерние (и развивающие) детские садики, общеобразовательные школы и школы искусств…, спортивные и игровые площадки и уголки тихого отдыха, хорошо оборудованные мастерские и помещения для встреч друг с другом… Этот удивительный стандарт новой жизни, созданный руками эмжековцев… Сегодня он выходит за горизонт привычного. И потому зачастую скептически воспринимается утверждение, что квартира в МЖК не главное, что вся „изюминка“ в особом микроклимате… который позволяет формировать хороших, добрых, порядочных людей, даёт уверенность, что тебе всегда помогут друзья-соседи, вместе с тобой создавшие такой уклад и продолжающие трудиться над его совершенствованием …».
Процесс самоорганизации стал тревожить партийное руководство и в 1987 году комсомол попытался взять движение МЖК под свой окончательный и полный контроль, создать центральный орган МЖК (по типу «центрального комитета»). ЦК МЖК мог бы стать новым органом административно-командной системы, по аналогии с вертикальными структурами власти, политики и управления в СССР. Однако в регионах уже 2 года шли дискуссии, мозговые атаки, деловые и организационно-деятельностные игры, семинары, тренинги, шло основательное переосмысление ситуации. Оценка факторов внешней среды, воздействующих на процессы движения МЖК, дала поначалу неожиданный и показавшийся удивительным результат, — основное противодействие идёт именно со стороны региональных партийных органов. Казалось бы, парадокс: с одной стороны — попытка реализации основных красивых лозунгов строительства коммунизма, с другой стороны — явная незаинтересованность в этом идеологов партии, неприемлемость всего этого для партийной бюрократии. Активом организаций МЖК были привлечены демографы, юристы, педагоги, врачи, экологи, культурологи, философы, социологи, специалисты по системному анализу, специалисты по системам управления и др. для поиска рационального решения проблемы. Учёные помогли понять основное, что «идеология коммунистического строительства» и «власть партии» — вещи совершенно разные. Административно-командная система совершенно не заинтересована в формировании гармонично развитой молодой, общественно активной личности, в создании силы, способной эффективно, без подсказок сверху, решать проблемы местного самоуправления и управления экономикой. Осознание необходимости противостояния партийно-бюрократическим силам привело движение МЖК к реальной самоорганизации, к выстраиванию собственных региональных и межрегиональных структур, формируемых по принципу «снизу вверх». На деловых играх и межрегиональных конференциях МЖК была сделана попытка заново выработать современную теорию коммунизма в условиях реалий конца XX века. Такая идеологическая и методологическая работа велась, в частности, в организациях МЖК городов Томск, Ленинград, Новосибирск, Набережные Челны, Архангельск и др. Полученный «идеал» разительно отличался от всех теоретизирований апологетов коммунизма. Это заставило многих эмжековцев сделать вывод о недоверии идеологиям современных левых движений.

## Самоорганизация движения МЖК
Попытка контроля «сверху вниз» через некий ЦК МЖК, высказанная ЦК ВЛКСМ в 1987 году, уже опоздала. В Западной Сибири в Новосибирске был оформлен «Сибирский договор». Внешне — это межреспубликанское, межрегиональное объединение организаций МЖК по упрочнению деловых и социальных контактов, для обмена опытом. В реальности — организация противодействия созданию ЦК МЖК. «Сибирский договор» стал первым опытом межрегиональной самоорганизации эмжековцев. Идея «Сибирского договора» нашла поддержку в колыбели движения МЖК — Свердловске, признанном флагмане движения. В той или иной форме — в городах Урала, Поволжья, в Ленинграде, в наукоградах Подмосковья, в Таллине и Риге. До 1989 года главной идеей в движении МЖК оставалась идея «улучшенного марксизма», «социализма с человеческим лицом», идея построить зачатки коммунизма в отдельно взятом микрорайоне. Органы партии и профсоюзы оказались слабой подмогой на этом пути.
Инициатива ЦК ВЛКСМ по единому централизованному органу реализовалась лишь в виде создания ВЦ МЖК — Всесоюзный Центр МЖК при ЦК ВЛКСМ. Его основной деятельностью стали вспомогательные функции — информационного бюро; центра помощи в проектировании и научной разработки социальных инициатив; органа по популяризации передового опыта..
Самоорганизация, исследования в области теории коммунизма, в теориях развития социумов, способствовали выработке различных новых социальных инициатив. Так в 1988 московские МЖК выступили с инициативой (не поддержанной властью) о необходимости делегирования государством части властных полномочий «Совету МЖК», руководящему органу коллектива по месту жительства. В частности — предоставление прав микрорайисполкома. То есть впервые было заявлено о возможности осуществления гражданами функций местного самоуправления в микрорайоне.. Самоуправление по месту жительства, самоорганизация жителей (сейчас это называется ТСЖ — товарищество собственников жилья и «кондоминиумы») — так и осталась до сих пор пока не реализованной мечтой, ей не помогает и общегосударственная кампания по созданиям ТСЖ, идущая с 2002 г.
К очередному (как оказалось, последнему), XXI съезду ВЛКСМ (1989) представители комсомольско-молодёжных строительных отрядов, оргкомитетов и советов МЖК всех регионов страны пришли уже с конкретными социально-экономическими предложениями. Следует отметить, что некоторые из эмжековцев в 1990-е годы вернулись к позициям коммунистической идеологии, не восприняв создавшегося дикого капитализма. МЖК после комсомольских съездов продолжили создание своей всесоюзной организации — Союза МЖК Архивная копия от 21 сентября 2020 на Wayback Machine (зарегистрирован только в 1993), и практически решили уже в 1990-м создать всесоюзное спутниковое телевидение МЖК. Однако страна уже погрузилась в экономический коллапс (следствие неразумной экономической политики СССР с 1960-х) и последующий политический излом…

## Свёртывание
Изменение государственной системы привело к тому, что с 1991 года система МЖК окончательно лишилась своей материальной базы — базовые предприятия в последней стадии эпохи социализма, в 1989—1990 гг., потеряли все средства на социальные программы, в том числе средства на строительство жилья и объектов соцкультбыта. Молодёжные объединения тоже не имели возможности где-либо самостоятельно получить такие большие средства. Многие уже состоявшиеся организации МЖК как юридические лица смогли выжить, но строительство жилых комплексов было отложено. После 1993 года не имеется информации о создании где-либо в стране полноценных жилых комплексов.

## МЖК в судьбе президентов России
- Б. Н. Ельцин. В 1980-м, как первый секретарь Свердловского обкома КПСС, активно поддержал инициативу группы молодых учёных и инженеров (группа Е.Королёва, И.Сафина и др.) по созданию МЖК-1 города Свердловска — образцового МЖК с 1982 года. В 1988, будучи одним из руководителей Госстроя СССР, активно способствовал строительству МЖК в регионах СССР.
- В. В. Путин. В 1991—1992 при работе в администрации Ленинграда/Санкт-Петербурга помогал Ленинградскому Оргкомитету МЖК, тресту «МЖК-строй» в реализации их проектов. В это время он познакомился с юристом Ленинградского регионального центра «Молодёжные жилые комплексы МЕГАПОЛИС» Дмитрием Медведевым.
- Третий Президент РФ Д. А. Медведев свою производственную карьеру после вуза начинал в движении МЖК: в 1991 году он работал в Ленинградском региональном центре «Молодёжные жилые комплексы МЕГАПОЛИС»[42].

## Правовая основа МЖК в СССР
В 1980 одобрено VII пленумом ЦК ВЛКСМ, в 1982 году XIX съездом ВЛКСМ.
- Положение о молодёжном жилом комплексе, утверждённое II Пленумом ЦК ВЛКСМ от 12 декабря 1987 года. Согласовано: ВЦСПС, Госагропром СССР, Госстрой СССР, Госплан СССР, Минфин СССР, Минюст СССР, Госкомтруд СССР, Госбанк СССР. Это главный документ правовой основы существования и деятельности МЖК. Положение даёт определение МЖК: «Молодёжный жилой комплекс (МЖК) представляет собой жилые дома, объекты социального, культурно-бытового и спортивного назначения, предназначенные для проживания и обслуживания рабочих и служащих, принимавших непосредственное участие в их возведении». Положение отмечает, что «…Основной целью создания МЖК является улучшение жилищных и социально-бытовых условий молодых семей, повышение трудовой и общественно-политической активности молодёжи, развитие принципов коллективизма, дальнейшее совершенствование прогрессивных форм социального общежития, трудового, нравственного и физического воспитания…». Положение регламентировало создание и деятельность организации МЖК, строительство комплекса (как через участие строительного подрядчика, так и «хозяйственным способом»), трудовое участие членов МЖК в строительстве комплекса, жилой фонд («…вся жилая площадь в домах молодёжного жилого комплекса предоставляется молодым рабочим и служащим, выполнившим программу трудового участия в проектировании и строительстве комплекса и работающим на предприятиях, в учреждениях, организациях, для работников которых этот комплекс строится…(!)»), финансово-хозяйственная деятельность, порядок контроля за деятельностью МЖК (органами местной власти — райгорисполкомами, а также райкомами и горкомами ВЛКСМ), порядок реорганизации или прекращения деятельности.[43]

До выхода этого Положения общесоюзными документами по регламентации деятельности по созданию МЖК были:
- Постановление Совета Министров СССР от 5 июля 1985 года № 628 «О дополнительных мерах по строительству молодёжных жилых комплексов и кооперативных жилых домов для молодёжи». Здесь, в частности, указывалось: «…принять предложение ВЦСПС и ЦК ВЛКСМ о строительстве молодёжных жилых комплексов… Министерствам и ведомствам СССР… предусмотреть начиная с 1986 года в проектах планов строительство указанных объектов… решения о строительстве МЖК осуществляется по решению министерств и ведомств с согласованием с ЦК ВЛКСМ и исполкомами местных Советов… Госстрою СССР, Госплану СССР, Госкомтруду СССР, Минюсту СССР, Стройбанку СССР, Минжилкомхозу СССР, совместно с ВЦСПС и ЦК ВЛКСМ разработать и утвердить в 1985 году положение о МЖК[44] …госкомитету по гражданскому строительству и архитектуре при Госстрое СССР по согласованию с ВЦСПС и ЦК ВЛКСМ в 1986—1987 годах разработать и утвердить типовые проекты на строительство этих объектов для различных природно-климатических районов страны…»
- Постановление Совета Министров СССР от 12 июня 1986 года № 690 «В развитие постановления Совета Министров СССР от 05.07.1985 № 628». (Текст, во многом ставший основой будущего Положения об МЖК от 1987 года).
- Обращение Госстроя СССР в Советы министров союзных республик, министерства и ведомства от 17.03.1987 № ЛБ-1343-1 «О создании молодёжных строительных организаций для сооружения МЖК».
- Письмо Госстроя СССР министерствам и ведомствам СССР (по списку), Советам министров союзных республик, госстроям союзных республик, Госбанк СССР, Стройбанк СССР от 10.03.1987 № ЛЭ-1172-1/1 «О содержании штабов МЖК».
- Инструкция Госбанка СССР от 30.10.1986 № 26 «О расчётных текущих и бюджетных счетах, открываемых в учреждениях Госбанка СССР». (Пункты 2.4, 2.5, 2.6 раздела 2 — открытие счетов молодёжным жилым комплексам).
- Совместное постановление Совета Министров РСФСР и ЦК ВЛКСМ «О дальнейшем развитии строительства молодёжных жилых комплексов в РСФСР» от 21 января 1988.
- Постановление ЦИК и СНК Союза ССР от 06.01.1930 «О порядке учреждения и ликвидации всесоюзных обществ и союзов, не преследующих цели извлечения прибыли» (СЗ СССР, 1930, № 6, ст. 76), а также Постановление ЦИК и СНК СССР от 27.09.1933 «О производственной и коммерческой деятельности и лотерейной работе добровольных обществ» (СЗ СССР, 1933, № 61, ст. 362).
- Положение о добровольных обществах и их союзах, утверждённое Постановлением ВЦИК и СНК РСФСР от 10.07.1932 (СУ РСФСР, 1932, № 74, ст. 331).
- Закон СССР «Об общих началах государственной молодёжной политики в СССР» был принят 16 апреля 1991 г. и введён в действие с 1 июля 1991 г.[45]
- Федеральная программа «Завершение строительства объектов МЖК, начатых до 01.01.1992 года»
- Подпрограмма «Обеспечение жильём молодых семей» федеральной целевой программы «Жилище» на 2002—2010 годы[46][47].

Кроме общесоюзных нормативных документов в каждом крае, области, республике, а также в крупных городах органами ВЛКСМ и местной власти принимались свои дополнительные нормативные документы по сооружению МЖК и молодёжных кооперативных домов.

## Типовая структура организации МЖК
- Главный орган организации — ежегодная Конференция МЖК (общее собрание как членов МЖК, так и бойцов КМСО).
- Исполнительный орган:
  - на этапе организации и ведения строительства первого из домов — Оргкомитет МЖК;
  - на этапе после заселения и начала осуществления социальной программы — Совет МЖК.

Координация деятельности организации осуществлялась региональным Штабом ударных комсомольских строек «Областные стройки молодёжных жилых комплексов» , создаваемых совместно организациями МЖК и территориальным органом ВЛКСМ.
Оргкомитет МЖК:
- формировал и руководил деятельностью КМСО — комсомольско-молодёжных строительных отрядов (их нумерация — по номеру возводимого жилого дома). Каждый КМСО имел командира и комиссара, а также другую внутреннюю иерархию, в целом копировавшую систему ССО;
- Работал с контингентом «кандидатов в члены КМСО» — отбор, конкурс, формирование нового отряда (при непосредственном участии в процессе комитета комсомола предприятия, профкома, парткома и администрации);
- Совместно с местными органами ВЛКСМ и службы занятости организовывал комсомольский призыв и оргнабор молодых работников на базовое предприятие для последующего формирования из них новых КМСО;
- Организовывал подготовку архитектурно-планировочного решения, проекта жилого комплекса и формировал его социальную программу.

Совет МЖК:
- формировал идеологию организации;
- представлял МЖК в отношениях с органами власти и хозяйствующими субъектами экономки;
- продолжал работу по организации деятельности новых КМСО;
- организовывал выполнение социальной программы членами МЖК — коллективом по месту жительства;
- решал оперативные вопросы жизнедеятельности микрорайона МЖК (функции по ЖКХ, благоустройству и др.);
- имел комиссаров и отделы при них по вопросам образования, спорта, культуры, досуга, здравоохранения, др.;
- осуществлял мероприятия по самофинансированию — организация молодёжных кооперативов, центров НТТМ, создание сервисных и строительных предприятий.

## Бойцы КМСО
Право стать бойцом КМСО, членом стройотряда МЖК и участвовать в отработке трудовой программы (во время, после работы на основной работе на заводе, то есть по 14-16 часов в сутки), предоставлялось только лучшим из молодых работников предприятия, имевшим отличные трудовые показатели, высокие моральные устои, общественное признание, представляющими собой творческую, креативную личность. Для того чтобы стать бойцом МЖК необходимо было устроиться на работу на базовое предприятие. Часто это было в форме комсомольского призыва (по комсомольским путёвкам), в рамках оргнабора работников или в форме временного — от года до нескольких лет — перевода сотрудников какой-либо городской организации (например, университета) на отработку на промпредприятии, на местном домостроительном комбинате. Отдельно также предоставлялось место творческой интеллигенции — молодым учёным, конструкторам, архитекторам, врачам, педагогам, социологам, создателям систем АСУ.
Процедура отбора бойцов производилась Оргкомитетом МЖК (он же отвечал за учёт прохождения трудовой программы бойца), совместно с комитетом комсомола предприятия. Окончательное утверждение — советом предприятия (партком, профком и администрация). После выполнения трудовой программы бойцам КМСО право на получение квартир в домах МЖК (после формирования списков Советом МЖК / Оргкомитетом МЖК), утверждалось сначала профкомом предприятия, затем местным органом власти (райисполкомом) выдавался ордер на вселение и получение статуса ответственный квартиросъёмщик (1980-е).

## Члены МЖК
Сразу же после заселения первого из домов комплекса, новосёлы-квартиросъёмщики, ставшие членами МЖК, приступали к реализации социальной программы. Те МЖК, которые успели завершить строительство объектов соцкультбыта до 1990 года, действительно получили неплохие социальные результаты в своих микрорайонах. Члены МЖК оказались творческими людьми и наполнили жизнью детские и спортивные площадки, центры творческого развития, объекты культуры и досуга.

## Социальная программа
Основой для архитектурно-планировочного решения по будущему МЖК являлась разработанная Оргкомитетом МЖК и администрацией базового предприятия (совместно с предприятиями-дольщиками) социальная программа — планирование объектов социально-бытового, культурного, образовательного и спортивного назначения, необходимых для личностного развития жителей комплекса и планирование их деятельности. Объекты соцкультбыта — минимум для признания объектов молодёжного строительства молодёжным жилым комплексом.
В соответствии с Положением о МЖК (1987), молодёжным жилым комплексом могла стать только та (застраиваемая двумя и более жилыми домами) территория, которая имела проект социального развития и исчерпывающего набора элементов инфраструктуры соцкультбыта.
В основе социальной программы — цель по созданию условий здорового, культурного, образовательного, гармоничного и всестороннего развития творческой, социально-ответственной личности гражданина. Может быть реализована как в рамках создания МЖК, так и на основе самоорганизованного социума по месту жительства — в кондоминиумах, ТОС, ТСЖ и т.д.
Элементы программы:
- Прежде всего — наличие нормального комплекса жилой среды для населения репродуктивного возраста (молодёжь);
- Комплекс жилья обеспечивается материальной инфраструктурой соцкультбыта — магазины, кафе и другие объекты культурного досуга, хобби-центры, культурно-оздоровительные центры, центры технического творчества, объекты образования (самообразования, самосовершенствования) для детей и взрослых, объекты здравоохранения и профилактики, спортивные и культурно-массовые учреждения, зелёная зона, места парковки транспортных средств и хранилища продуктов садоводчества и огородничества;
- Наличие идеологии, координирующей все элементы действующей инфраструктуры в целях выполнения намеченной программы. Сверхцель программы: культура во всех её проявлениях. Главной целью является создание условий и реализация возможностей по формированию гармонично-развитой личности, в основном нацеленной на деторождение и обеспечение достойным образованием детей. Также программа нацелена на совершенствование и помощь в творческой самореализации родителей. Идеология нацелена на формирование здорового социума комплекса МЖК и прилегающих населённых территорий города (посёлка);
- Наличие подпрограмм для выполнения основной цели социальной программы;
- Обеспечение безопасности жилого комплекса от антисоциальных проявлений;
- Формирование условий устойчивого финансирования (в том числе территориальное самообложение участников) программ.

С 1988 года помощь в разработке социальных программ стал оказывать ВЦ МЖК при ЦК ВЛКСМ. Здесь была создана концепция «Движение социальных новаторов» и реализующая концепцию Научно-внедренческая фирма «Социальная инновация» (НКВФ «Социнновация»).

## Социальный эксперимент

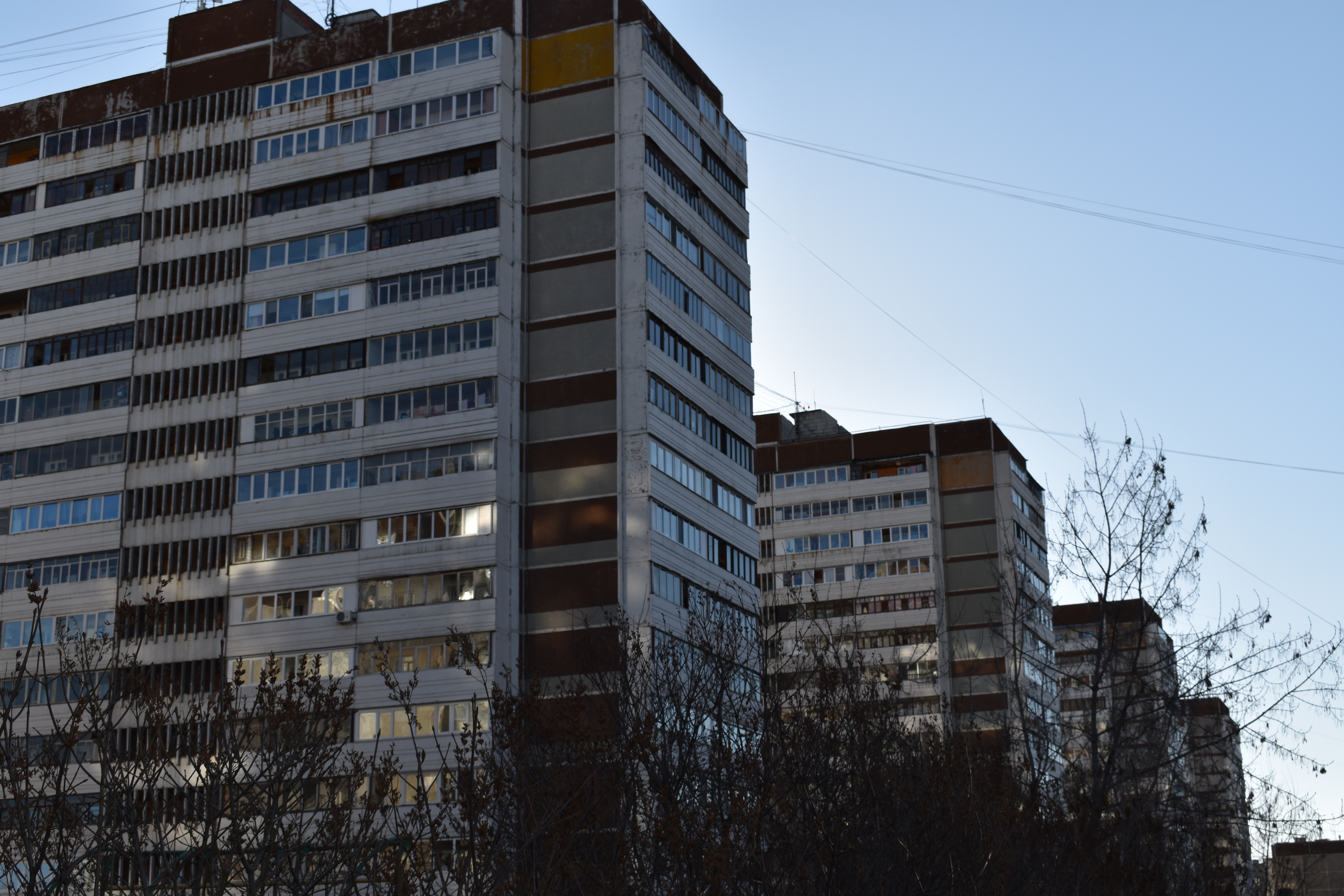
16-этажные дома на улице Уральских Рабочих, построенные в рамках движения МЖК в 1980-е годы (последний дом был сдан в 1992 году) в Екатеринбурге

Первоначально социальный эксперимент, на который пошло руководство советского государства, предполагал решение достаточно простых вопросов — возможность создания для передовой части молодёжи улучшить условия жизни и, через педагогические новации, а также другие объекты соцкультбыта, помочь этим молодым семьям вырастить из их детей новую, образованную и воспитанную молодёжь, основу стабильной экономики и обороноспособности страны в будущем.
Жесткий отбор в бойцы КМСО соединял в одном формировании яркую, творчески-активную, инициативную молодёжь. Проект создания МЖК для них был возможностью сделать новый, лучший образец жизни — комфортные условия проживания в сочетании с развитием духа коллективизма, общности, и в условиях полноценной среды обитания (в том числе по экологической, транспортной, социально-бытовой, педагогической сторонам). Это превосходило первоначальные ожидания органов власти — создать микрорайоны с минимальным уровнем антисоциальных явлений и костяком здорового общества. Эксперимент, творческими усилиями эмжековцев, выплеснулся на новые уровни. Социальные программы МЖК формировались на основе уникальных творческих, авторских проектов педагогов, медиков, тренеров, экологов, культурологов, телевизионщиков, театральных деятелей и др. Соединение нескольких социальных инноваций в одном месте не могло не приводить к синергетическому эффекту — сам по себе МЖК становился уникальным социальным экспериментом. Это был не просто набор объектов соцкультбыта, а целостная, живая система.
Как было осмыслено впоследствии, социальный эксперимент шёл и в латентных плоскостях. Например, прошла проверка на прочность и истинность коммунистическая идеология, о чём писалось выше. Дало неожиданные результаты наблюдение за социальным развитием семей бойцов КМСО в период до, во время и после завершения трудовой программы. Чрезмерная эксплуатация молодых отцов во многом стала деструктивным фактором для молодых семей. Это привело к значительному числу распада молодых семей (жена и дети «забыли» как выглядит папа, в двухсменном режиме работающий несколько лет на стройках КМСО), к случаям суицида или ранних инфарктов среди бывших бойцов, др.
Состоялся эксперимент на раскрытие творческих качеств людей, МЖК раскрыл созидательный, деловой и организационный потенциал, научно-технические (рационализация и изобретательство, инновации) способности. Высвободилась энергия молодых людей, самореализовавших себя в педагогике, культуре (театр, телевидение, поэзия), техническом творчестве, предпринимательстве. Комплексный эффект от движения МЖК оказался много шире ожидавшегося.
Эксперимент имел и явно выраженные политические последствия — актив движения МЖК в массе своей стал основой носителей демократической, антитоталитарной идеологии в обществе. От тщательной теоретической проработки и немедленного практического применения постулатов коммунистической идеологии члены движения МЖК неизбежно приходили к уверенности в виртуальности, в неосуществимости её на практике. Попытки обновления тогдашних коммунистических организаций, фракции «Демократическая платформа» в ВЛКСМ и КПСС, Сургутская альтернатива (ВЛКСМ), «Российской социалистический союз молодёжи» (фракция в ВЛКСМ, 1989), во многом впитали в себя активистов из числа идеологов и лидеров движения МЖК.
Организации МЖК с 1986 года активно использовали методы мозговых атак, открытых дискуссий и системного анализа для выработки решений по стоящим перед ними проблемам. Эта тактика оказалась эффективной и позволила находить неординарные, порой неожиданные результаты. Самое главное — позволяла не поссорить МЖК и окружающий социум. Позволила организациям МЖК часто становиться локомотивом этого социума.
Комплексное решение ряда социальных задач — создание гармоничных условий жизни, создание условий здорового и физического воспитания детей и подрастающей молодёжи, защита окружающей среды, воспитание патриотичности, укрепление семьи, повышение деторождаемости, повышение культурного и образовательного уровня граждан (и, как следствие этого — снижение уличной преступности и хулиганства), в условиях творческого подхода различных МЖК в регионах страны стало поистине глобальным социальным экспериментом, пока до конца не осмысленным современниками.

## Экономика МЖК
В 1986 году в стране начался процесс перестройки и создания первых негосударственных предприятий малого и мелкого предпринимательства — кооперативов, молодёжных центров и центров НТТМ — прообраза будущих инновационных центров и технопарков. Если сам процесс строительства МЖК финансировался промпредприятием, то жизнедеятельность комплекса становились уже заботой Совета МЖК. При МЖК стали регистрироваться первые молодёжные фирмы, многие из которых выросли впоследствии до крупных финансово-промышленных групп. Как, например, корпорация «Алемар» — впервые созданная в 1980-х активистами новосибирского МЖК-1 на ул. им. Владимира Высоцкого. МЖК создавали свои ЖКХ структуры — ЖЭК, ЖЭУ, ДЭЗ и т. д., то есть самостоятельно исполняли функции, отнесенные ныне к услугам управляющих компаний. Органами власти большинство жилищно-коммунальных структур МЖК в 1993—1997 были ликвидированы, как и органы территориального самоуправления — советы МЖК. Однако с начала 2000-х гг. власть опять стала создавать кондоминиумы и ТСЖ, а также передавать жилой фонд в пользование вновь созданным управляющим компаниям.

## Всесоюзные конференции МЖК
Наиболее развитые организации МЖК пришли к необходимости системного, комплексного осознания общих проблем и выработки общих способов развития движения МЖК. В 1986—1993 в стране самоинициативно стали организовываться и проходить конференции, посвящённые тем или иным аспектам действительности. Межрегиональные и всесоюзные конференции:
- 1982 год. Калининград Московской области и Свердловск. МЖК как опыт создания коллектива по месту жительства.
- 1984 год. Круглый стол — дискуссия журнала «ЭКО» (№ 1, 1985) по опыту Свердловского МЖК-1 (Новосибирский Академгородок, НИИ экономики, по инициативе академика А. Г. Аганбегяна).
- 1985 год. Свердловск. Педагогические новации, укрепление семьи, новый тип коллектива.
- 1986 год, Новосибирск. Социальные программы МЖК.
- 1987 год, Ленинград. Способ создания МЖК специализированной строительной организацией МЖК-строй (на примере Ленинградского треста МЖК-строй).
- 1987 год, Архангельск. Опыт создания МЖК «Соломбала».
- 1988 год, Новосибирск. Философский смыл МЖК как развитие социума в культуре.
- 1988 год, Рига. МЖК и восстановление памятников истории, культуры и зодчества.
- 1987—1988, Свердловск. Педагогический эксперимент.
- 1988 год, Новосибирск. Нужен ли «ЦК МЖК»?
- 1989 год, Новосибирск, Набережные Челны. Хозяйственная деятельность и необходимость корректировки законодательства в части предпринимательства и молодёжных инициатив.
- 1989 год, Новосибирск. МЖК и «Сургутская альтернатива» в ВЛКСМ: выбор пути построения социализма с человеческим лицом.
- 1989 год, Харьков, МЖК, как крупномасштабный социально-экономический эксперимент. (Конференция — ОДИ).
- 1988—1990. Необходимость создания Союза МЖК для представления в Законе СССР о молодёжной политике и для формирования статей госбюджета по объектам строительства МЖК.
- 1989—1990 — участие актива МЖК в двух этапах XXI съезда ВЛКСМ и I съезда Российского союза молодёжи.
- 1990 Иркутск (Конференция - ОДИ)
- 1993, Москва. Создание Союза МЖК.
- 2001, Москва. Договор сотрудничества МЖК России, Украины и Белоруссии.

### Объединения МЖК
- Сибирский договор. По итогам серии межрегиональных конференций руководителей движения МЖК в СССР, на конференции в Новосибирске была создана организация «Сибирский договор» (19.11.1988), открытая для присоединения различными состоявшимися МЖК. Договор регламентировал экономические отношения сотрудничества, а также взаимопомощь по консультациям и совместной деятельности в общих для всех вопросов. Затем такие же организации стали создаваться в других регионах страны — в Ленинграде, в Москве (в том числе АСЭР — Ассоциация социально-экономического развития), на Урале, в Поволжье и т. д. Первоначально в «Сибирский договор» вошли МЖК-1 Новосибирска, МЖК ДСК (Томск), МЖК Читы, МЖК городов Западной Сибири и Северного Казахстана (Усть-Каменогорск, Семипалатинск, Павлодар). Одним из оснований заключения «Сибирского договора» стало не согласие региональных МЖК с предложением центральных московских структур создать единую, вертикально-интегрированную, централизованную при ЦК ВЛКСМ общесоюзную структуру управления движением МЖК. Конференции Новосибирская, Уральская, Ленинградская и Набережно-челнинская решили, что создание ЦК МЖК нецелесообразно.
- Общероссийская общественная организация «Союз эмжековцев России», сокращённо — «Союз МЖК России». Назначение: некоммерческая, общественная организация, призванная заниматься защитой прав жителей и поддержкой молодёжи и молодых семей в жилищной сфере. Руководитель: Ключников Павел Игоревич, Москва. Партнеры: Национальный Совет молодёжных и детских организаций России, Департамент по молодёжной политике Минобрнауки РФ, МЖК Украины, МЖК Белоруссии, Международная ассоциация МЖК «Среда обитания» (2003).

После Всесоюзных конференций 1988 в Ленинграде и 1989 в Набережных Челнах была инициирована идея создания на общегосударственном уровне объединённой структуры, для общения с органами центральной власти, возможности влиять на законотворчество в стране. Структуры, представляющей собой не орган, командующей всеми МЖК страны, а орган консультационно-координационный. С 1988 года также остро стоял вопрос о принятии на государственном уровне нового, более конкретного «Положения о МЖК в СССР». Текст 1987 года явно не удовлетворял участников движения МЖК. В 1989 году через делегатов XXI съезда ВЛКСМ удалось провести в качестве законодательных инициатив СССР несколько важных предложений по молодёжному предпринимательству. Следует отметить, что в то время разрабатываемый «Закон о МЖК» предполагался как часть формируемой общегосударственной молодёжной политики. XXI съезд ВЛКСМ, в рамках права законодательной инициативы, предложил и вскоре в стране был принят закон «Об общих началах государственной молодёжной политики в СССР». Сейчас в России вновь создается система молодёжной политики…
Союз МЖК России был создан в 1993 году, во многом благодаря организаторским способностям ребят из МЖК-1 города Новосибирска (Валерий Закутний, Сергей Михайлов и др.). Членами Союза предполагались эмжековцы. С конца 1990-х — территориальные отделения Союза МЖК. Также через законодательные органы были проведены решения о централизованном финансировании молодёжного строительства в регионах, распоряжение средствами отводилось территориальным отделениям Союза МЖК.